# Baouli Mousgoum
Baouli Mousgoum est un village du Cameroun situé dans la Région de l'Extrême-Nord, le département du Diamaré, l’arrondissement de Bogo et le quartier de Bogo-Sud. 

## Population
En 1975, la localité comptait 103 habitants, des Mousgoum.
Lors du recensement de 2005, on y a dénombré 74 personnes, dont 35 hommes et 39 femmes.